# Temporada 1956-57 de l'NBA
La temporada 1956-57 de l'NBA fou l'onzena de la història de l'NBA. El Boston Celtics fou el campió després de guanyar al St. Louis Hawks per 4-3. Seria el primer anell de campions del setze que ha aconseguit fins a l'any 2008.

## Classificacions
- Divisió Est

| Equip                 | V  | D  | %V   | P |
| --------------------- | -- | -- | ---- | - |
| Boston Celtics C      | 44 | 28 | ,611 | - |
| Syracuse Nationals    | 38 | 34 | ,528 | 6 |
| Philadelphia Warriors | 37 | 35 | ,514 | 7 |
| New York Knicks       | 36 | 36 | ,500 | 8 |

- Divisió Oest

| Equip              | V  | D  | %V   | P |
| ------------------ | -- | -- | ---- | - |
| Minneapolis Lakers | 34 | 38 | ,472 | - |
| Fort Wayne Pistons | 34 | 38 | ,472 | - |
| St. Louis Hawks    | 34 | 38 | ,472 | - |
| Rochester Royals   | 31 | 41 | ,431 | 3 |

* V: Victòries
* D: Derrotes
* %V: Percentatge de victòries
* P: Diferència de partits respecte al primer lloc
* C: Campió

## Estadístiques
| Categoria                   | Jugador       | Equip                 | Mitjana/% |
| --------------------------- | ------------- | --------------------- | --------- |
| Punts per partit            | Paul Arizin   | Philadelphia Warriors | 25,6      |
| Rebots per partit           | Bill Russell  | Boston Celtics        | 19,6      |
| Assistències per partit     | Bob Cousy     | Boston Celtics        | 7,5       |
| Percentatge de tirs de camp | Neil Johnston | Philadelphia Warriors | 44,7      |
| Percentatge de tirs lliures | Bill Sharman  | Boston Celtics        | 90,5      |

## Premis
- MVP de la temporada
  -  Bob Cousy (Boston Celtics)

- Rookie de l'any
  -  Tom Heinsohn (Boston Celtics)

- Primer quintet de la temporada
  - Paul Arizin, Philadelphia Warriors
  - Bob Pettit, St, Louis Hawks
  - Bob Cousy, Boston Celtics
  - Bill Sharman, Boston Celtics
  - Dolph Schayes, Syracuse Nationals

- Segon quintet de la temporada
  - Dick Garmaker, Minneapolis Lakers
  - Maurice Stokes, Rochester Royals
  - Neil Johnston, Philadelphia Warriors
  - Slater Martin, St, Louis Hawks
  - George Yardley, Fort Wayne Pistons